# Acid-Citrate-Dextrose
Acid-Citrate-Dextrose, ACD (oder auch: ACD-Stabilisator), ist eine Lösung von Citronensäure, Natriumcitrat und D-Glucose in Wasser und wurde 1943 von Loutit et al. konzipiert. Sein pH-Wert liegt bei 5,0. Nach Vermischen mit Blut beträgt der pH-Wert der Blutkonserve maximal 7,0. Er verhindert als Stabilisator die Koagulation (Gerinnung) des Blutes. Die durchschnittliche Überlebensrate 24 Stunden nach der Transfusion liegt nach dreiwöchiger Lagerzeit bei 70 %. Es wird in der Labormedizin genutzt, um Blutproben ungerinnbar zu machen, oder als Heparin-Ersatz.
ACD war früher das Antikoagulans der Wahl für die Lagerung von Hunde- und Katzenblut. Es ist in zwei Formulierungen erhältlich: ACD-A sollte in einer Konzentration von 1 ml ACD für 7 bis 9 ml Blut angewandt werden. Es wird heutzutage hauptsächlich für Vollbluttransfusionen oder Transfusionen von Katzenblut eingesetzt. ACD-B enthält weniger Citrat und wird daher in einer Konzentration von 1 ml ACD für 4 ml Blut genutzt. Indikationen für den Einsatz von ACD-B sind insbesondere Plasmapherese, Zytapherese und Plasmaspende in der Humanmedizin. Die Lebensdauer caniner Erythrozyten in ACD-B beträgt etwa 3 Wochen.